# Sarre
Sarre (pron. /saʁ/ ) è un comune italiano sparso di 4 793 abitanti della Valle d'Aosta. È il comune più popolato della regione dopo il capoluogo. La sede comunale è ubicata presso la frazione di Tissoret.

## Storia
Il territorio di Sarre fu abitato probabilmente sin dall'Età del Bronzo, in ragione probabilmente dell'ottima esposizione al sole sul versante dell'adret, che permette la coltivazione della vite e di frutteti.
Tracce di insediamenti protostorici sono state rinvenute presso l'abitato di Ville-sur-Sarre, a 1205 metri di quota, e durante i lavori di ampliamento del cimitero comunale, situato nel capoluogo a Saint-Maurice, sempre in posizione dominante il fondovalle, al di sotto di un edificio di epoca medievale. Altri siti simili sorsero, nella seconda metà dell'Età del Ferro, lungo la fascia ai piedi della montagna che fu poi attraversata dalla Via romana consolare delle Gallie. Da Sarre, in epoca romana, passava la via delle Gallie, strada romana consolare fatta costruire da Augusto per collegare la Pianura Padana con la Gallia.
La conquista romana e la fondazione di Augusta Prætoria Salassorum, l'odierna Aosta, sembrano coincidere con l'abbandono e il declino di questi insediamenti. A conferma del passaggio dell'importante via romana depone la scoperta, nel 1898, di una pietra miliare la cui iscrizione indica la distanza di Aosta da Lione (200 miglia) e di una colonna di travertino dedicata agli imperatori Costantino e Licinio.
Nel Medioevo, il territorio di Sarre era posto sotto la giurisdizione dei signori di Bard. Tra questi, Jacques de Bard, fondatore della casata dei Sarre, che verso il 1242 diede inizio ai lavori di costruzione del castello reale, divenuto nel 1869 residenza di caccia del re Vittorio Emanuele II, soprannominato "Le Roi chasseur" (in francese, Il re cacciatore), per via delle importanti battute di caccia nelle valli di Cogne, Valsavarenche e di Rhêmes, oggi territori del Parco Nazionale del Gran Paradiso.
Sino al 1783, alla ripartizione ecclesiastica del comune di Sarre in due parrocchie, Saint-Maurice e Saint-Eustache, corrisponde anche quella amministrativa in due comuni: il comune di Chésallet venne annesso a quello di Sarre il quale acquisì, fino al 1799, la denominazione di Sarre-Chésallet.
Nel 1849 il re Carlo Alberto, abdicando dopo la sconfitta di Novara a favore del figlio Vittorio Emanuele II, assunse il titolo di conte di Sarre dal nome del castello.
Durante gli anni del fascismo, la circoscrizione comunale di Sarre fu soppressa e aggregata a quella di Aosta. La sua ricostituzione avvenne il 30 aprile 1946 con decreto del Presidente del Consiglio della Valle d'Aosta.

### Simboli
Lo stemma e il gonfalone sono stati concessi con decreto del presidente della Repubblica del 20 ottobre 1990.
Lo stemma comunale riprende il blasone dei signori di Sarre.
Il gonfalone è un drappo partito di nero e di rosso.

## Monumenti e luoghi d'interesse
- Il monumento più imponente del comune è senza dubbio il Castello di Sarre, in località Lalex (pron. Lalé);
- In località Arensod si trovava la casaforte omonima, appartenuta ai De Arenso o ai De Thora, e citata dallo storico Jean-Baptiste de Tillier. Lo storico contemporaneo André Zanotto non la localizza e non se ne hanno notizie attuali. È chiamata anche Maniero Bizel o Bellair[4][7]
- In località Chésallet si trova invece la torre-altana di Chésallet.
- La chiesa parrocchiale di San Maurizio[8]
- La chiesa parrocchiale di Sant'Eustachio a Chésallet[4]
- Il priorato medievale di Sainte-Hélène[4]
- Varie cappelle sussistono sul territorio: cappella di Bellun, cappella di Ville-sur-Sarre, cappella di Champé, cappella del castello reale, cappella del villaggio di Vareille, cappella di San Teodulo nel villaggio di Thouraz[4].

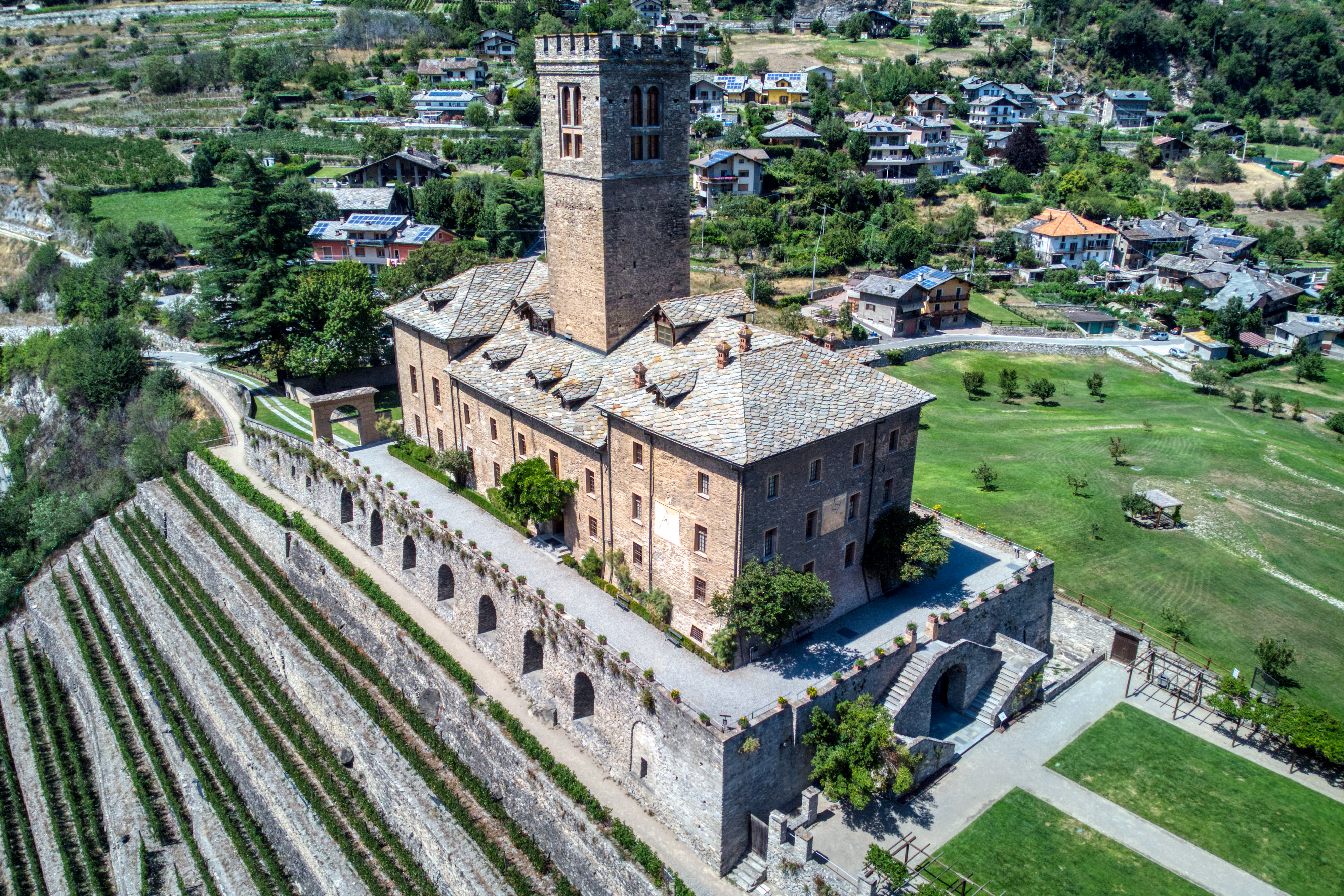
Il castello di Sarre
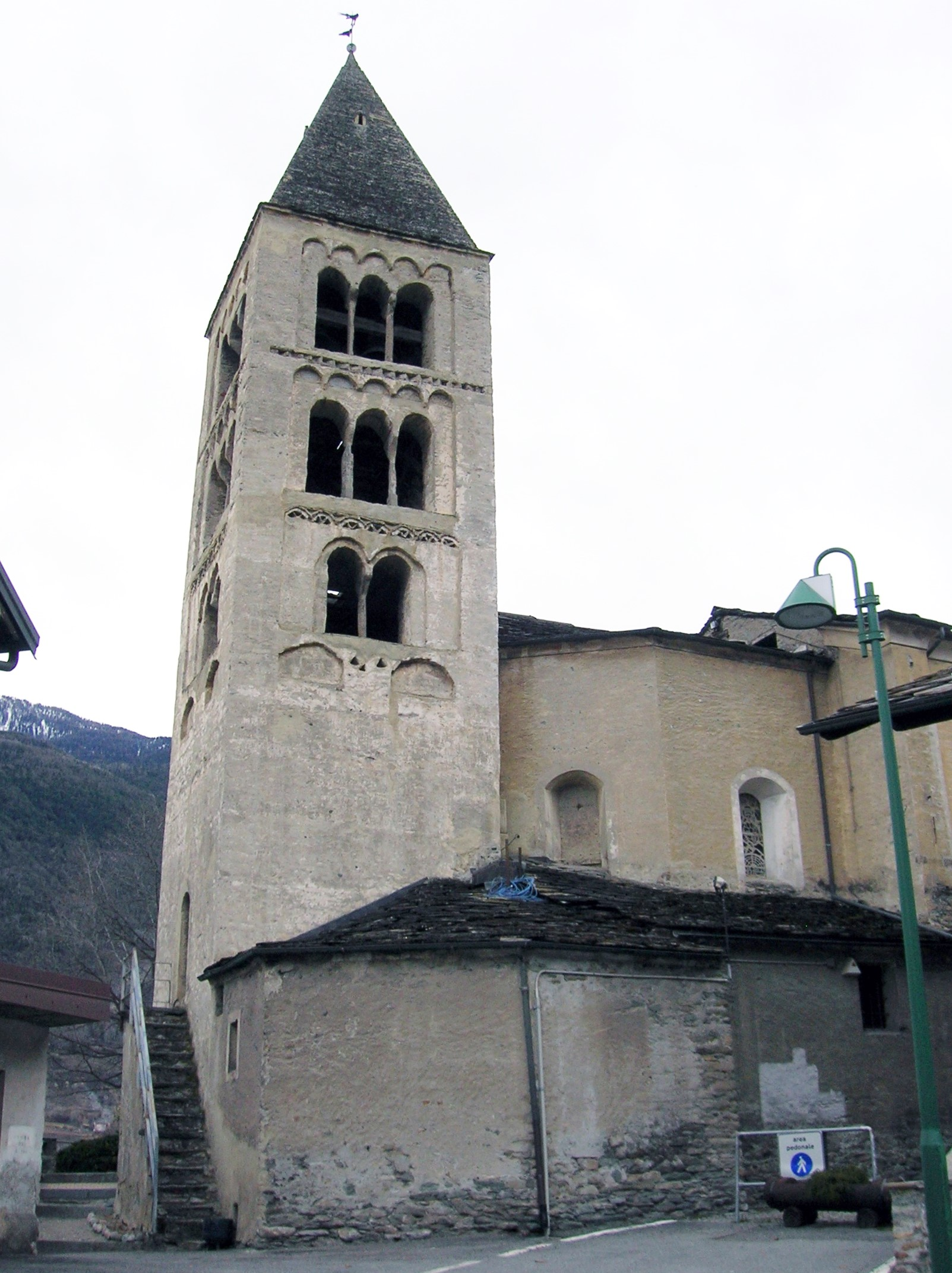
Il campanile della chiesa di San Maurizio
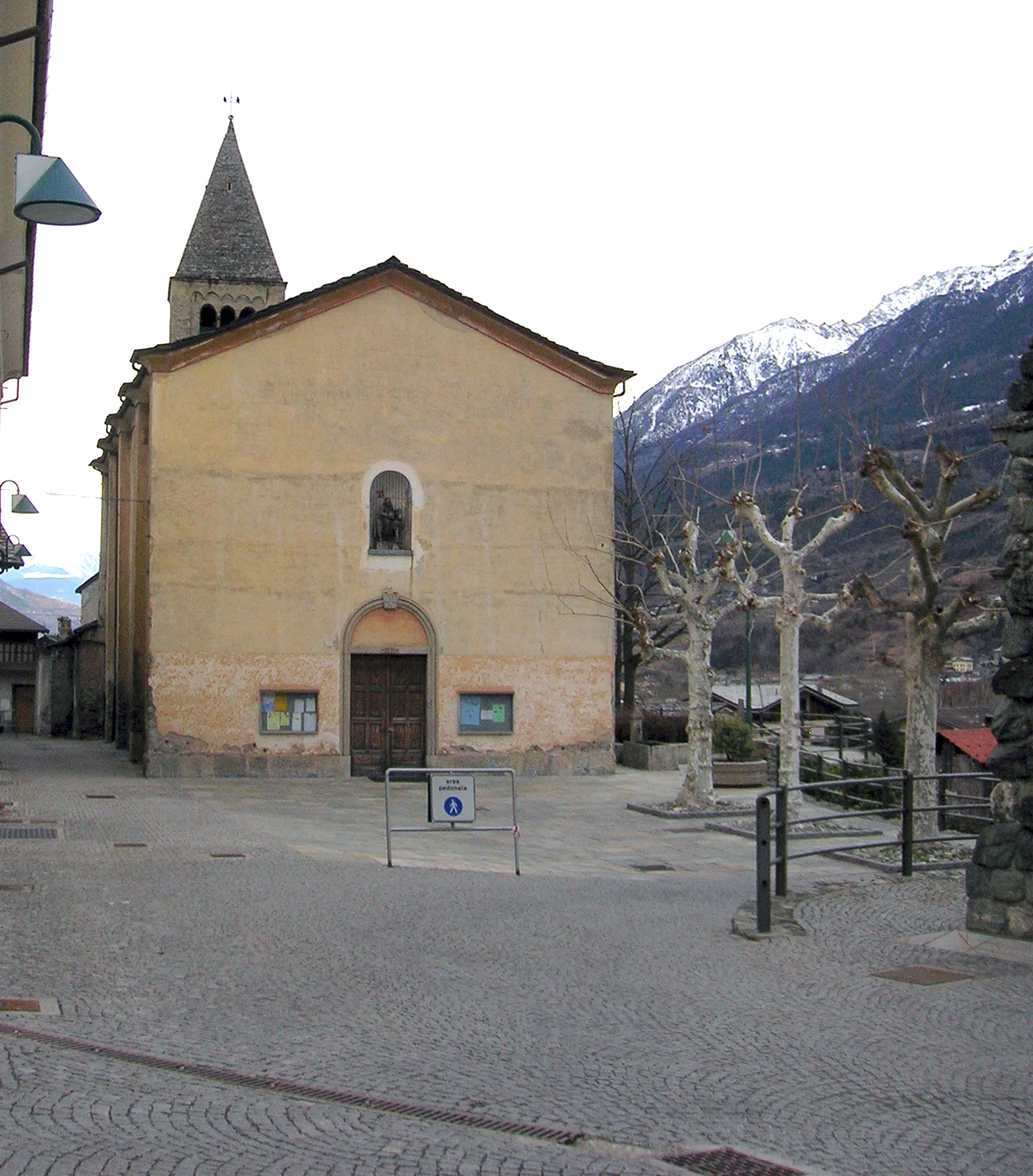
Facciata della chiesa parrocchiale di San Maurizio
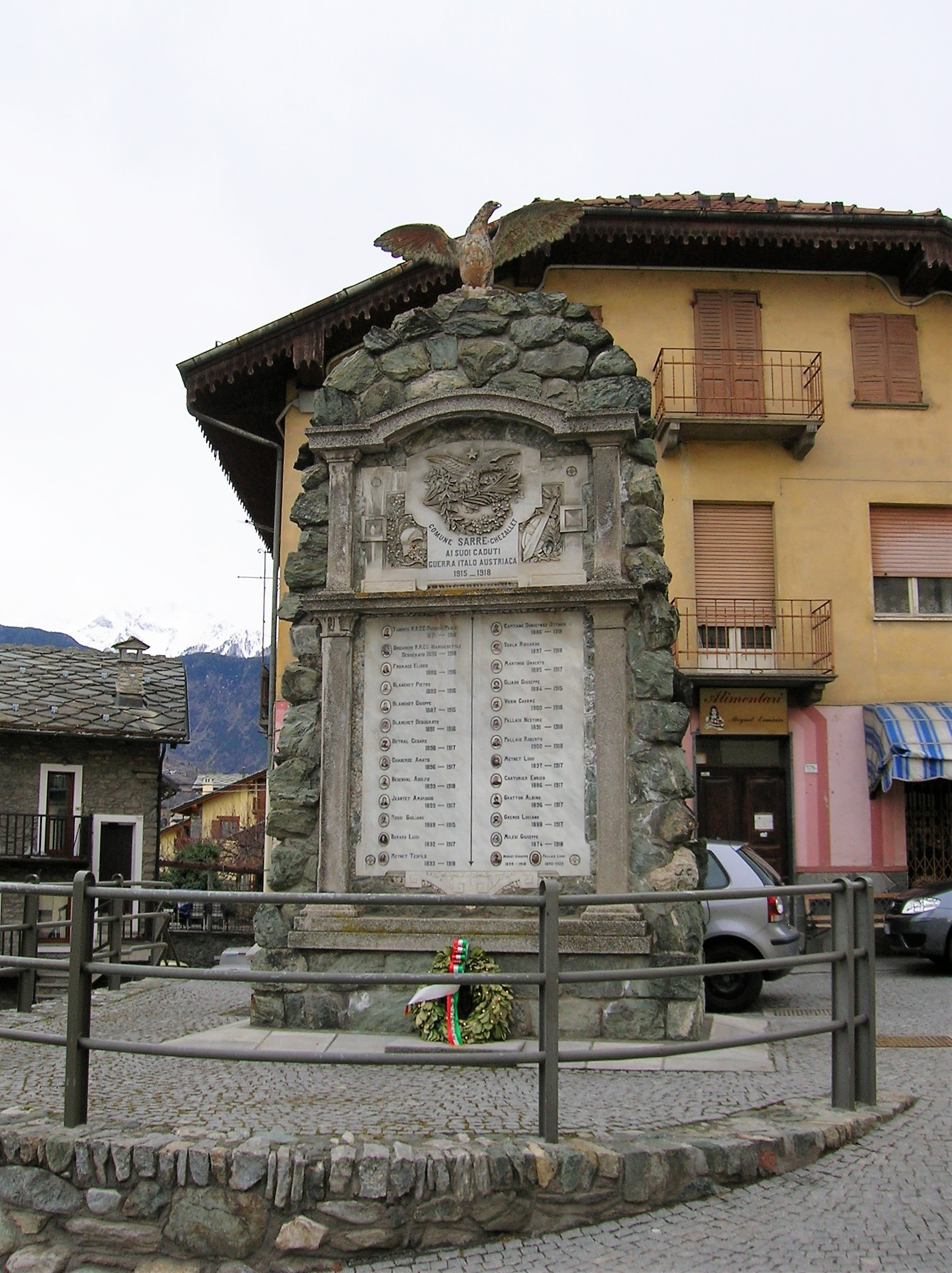
Monumento ai caduti

### Aree naturali
- Ambienti xerici di Mont Torretta - Bellon nei comuni di Saint-Pierre e Sarre, sito di interesse comunitario (cod. IT1205050, 49 ha)

## Società

### Evoluzione demografica
Abitanti censiti

### Lingue e dialetti
Come nel resto della regione, anche in questo comune è diffuso il patois valdostano.

## Cultura

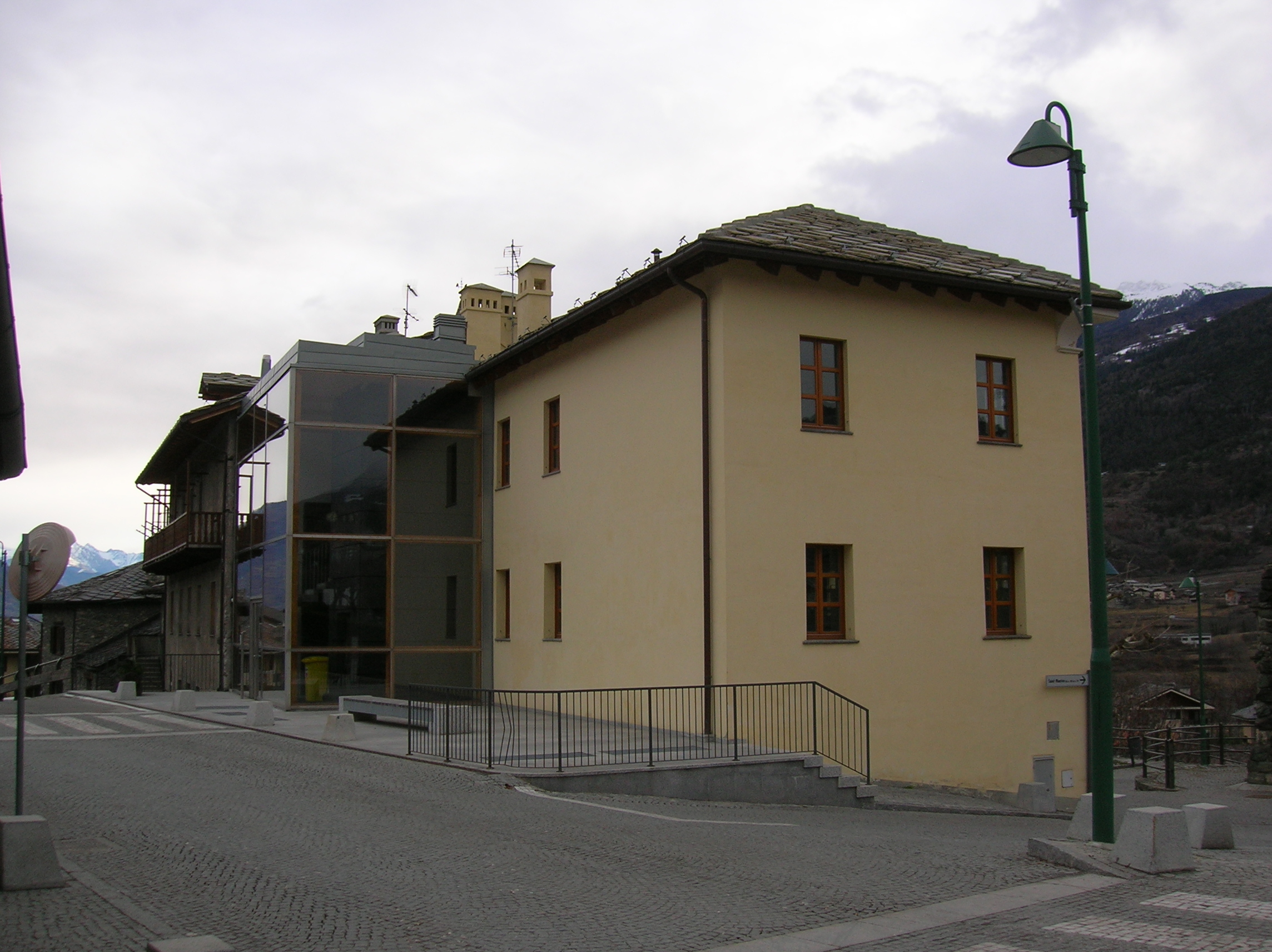
La biblioteca a Saint-Maurice.

### Biblioteche
In frazione Saint-Maurice 164 è presente la biblioteca comunale.

## Geografia antropica

### Suddivisioni amministrative
Il territorio di Sarre è ufficialmente suddiviso nelle seguenti tre località, che a loro volte comprendono varie frazioni:
- Sarre (zona Ovest, verso Saint-Pierre): Arensod, Bellair, Bellun, Blassinod, La Charbonnière, Clut, Crou-Pernet, Fachet, Fochat, Le Grand-Cré, Le Janin, La Fontaine, La Gorettaz, Lalex, Maillod, Moulin, Pertusat, Le Petit-Cré, Rovines, Sainte-Hélène, Saint-Maurice, Tissoret (sede comunale), Vareille, Vert-dessus, Vert-dessous;
- Chésallet (zona Est, verso Aosta): Les Angelin, Baravot, Bétendes, Beuvé, Chavalançon, Champlan, Le Clou, Le Clou-Neuf, Conclonaz, Les Condémines, Cruchet, Fareur, La Grenade, Lalaz, La Remise, Mondache, Le Montan, Oveillan, Palue, Péravère, Piolet, Pléod, Poinsod, Le Pont-d'Avisod, Rigollet, Ronc, Le Rovarey, Le Salé, Tissière;
- Ville-sur-Sarre (parte alta): Caillod, La Cort, Lein, Moulin, Remondet, Thouraz.[11]

## Infrastrutture e trasporti

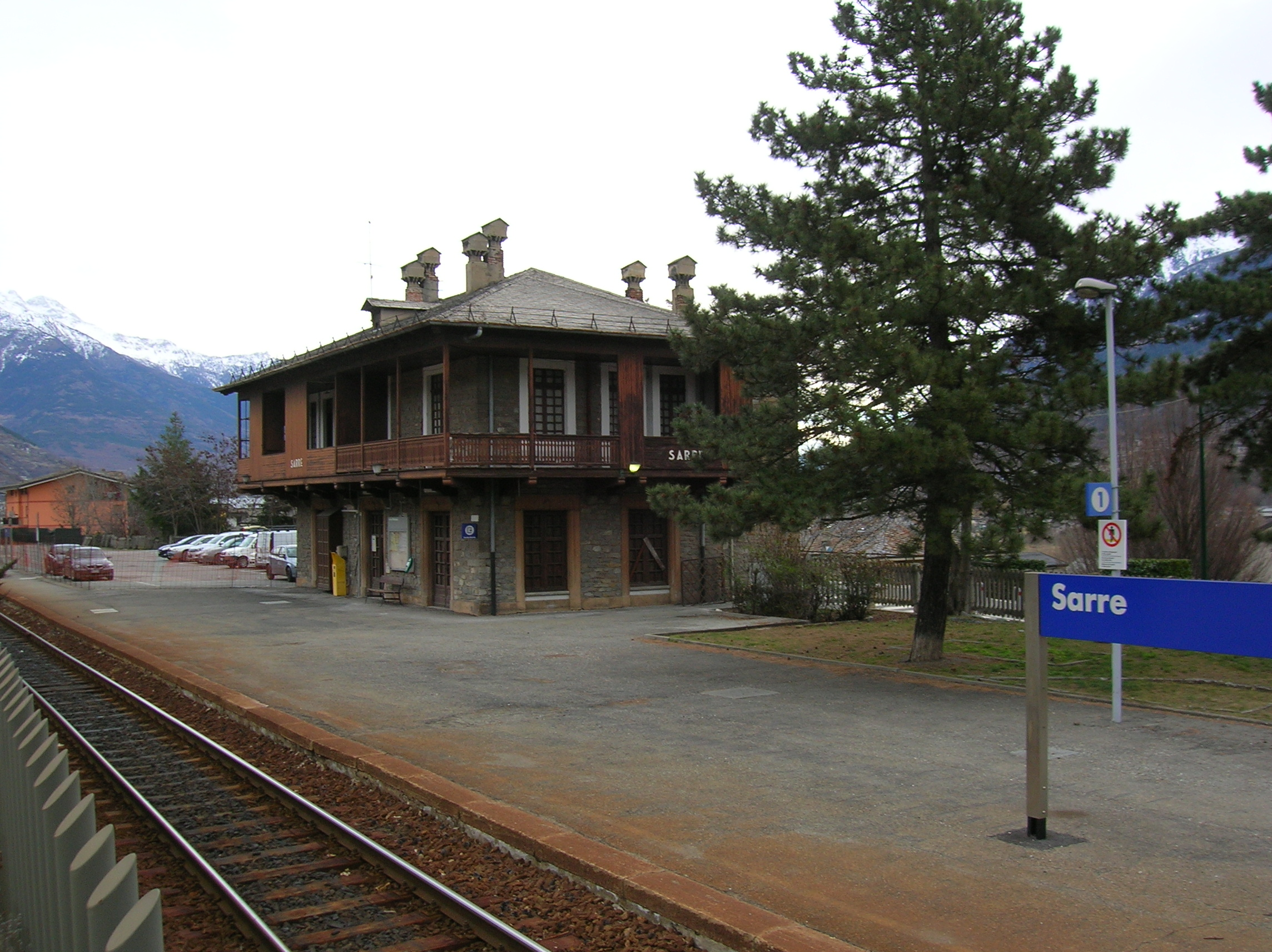
Stazione di Sarre

A Sarre è presente una stazione ferroviaria sulla linea ferroviaria Aosta - Pré-Saint-Didier; dal 2015 il servizio su tale linea è temporaneamente sospeso.

## Amministrazione
Fa parte dell'Unité des Communes valdôtaines Grand-Paradis.

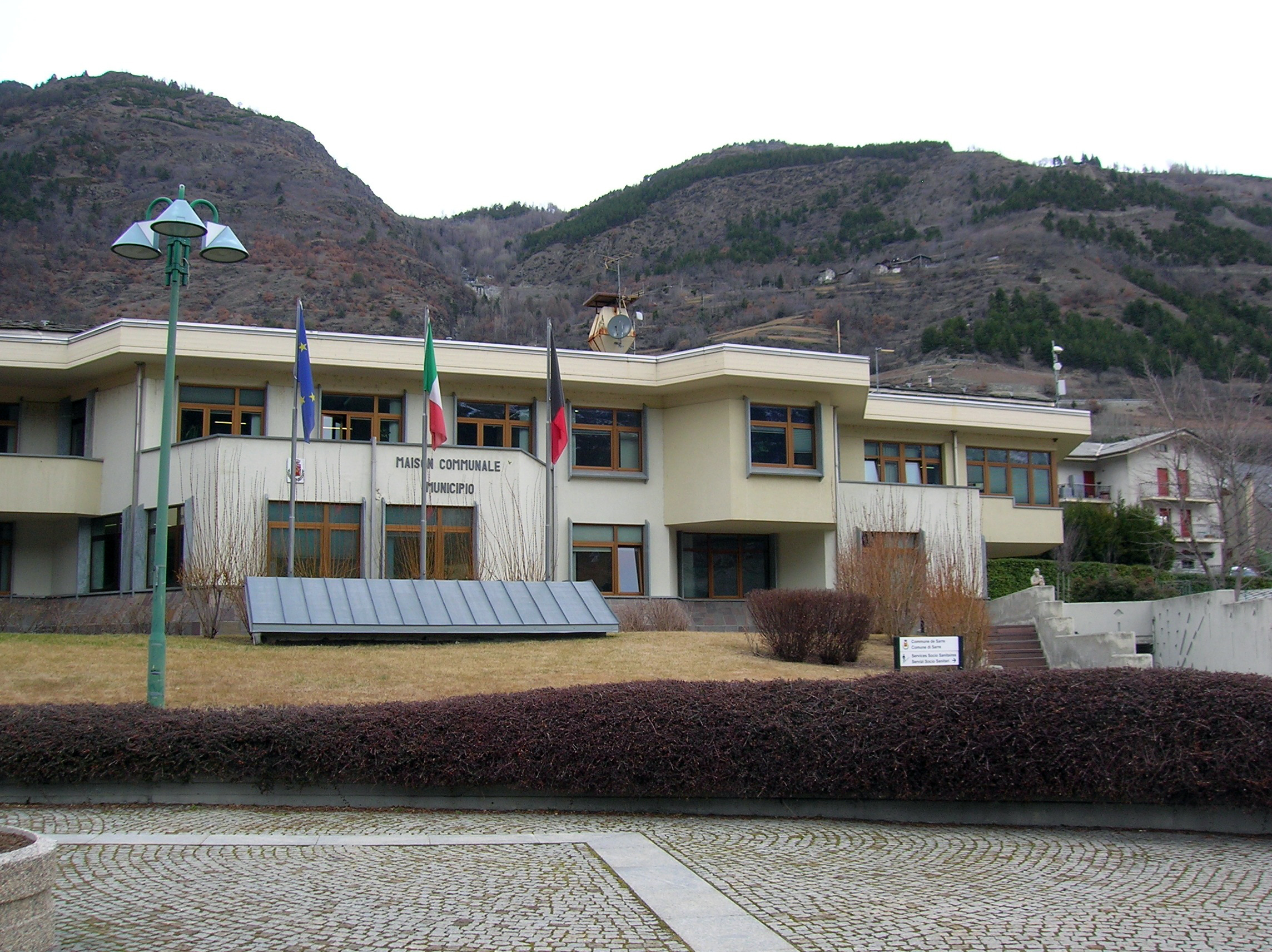
Il municipio, a Tissoret.

Di seguito è presentata una tabella relativa alle amministrazioni che si sono succedute in questo comune.
| Periodo        | Periodo        | Primo cittadino  | Partito          | Carica  | Note   |
| -------------- | -------------- | ---------------- | ---------------- | ------- | ------ |
| 29 maggio 1985 | 21 maggio 1990 | Graziano Vallet  | Union Valdôtaine | Sindaco | [ 12 ] |
| 21 maggio 1990 | 29 maggio 1995 | Diego Empereur   | Union Valdôtaine | Sindaco | [ 12 ] |
| 29 maggio 1995 | 8 maggio 2000  | Diego Empereur   | Union Valdôtaine | Sindaco | [ 12 ] |
| 8 maggio 2000  | 9 maggio 2005  | Diego Empereur   | lista civica     | Sindaco | [ 12 ] |
| 9 maggio 2005  | 4 luglio 2008  | Diego Empereur   | lista civica     | Sindaco | [ 12 ] |
| 4 luglio 2008  | 24 maggio 2010 | Roberto Vallet   | lista civica     | Sindaco | [ 12 ] |
| 24 maggio 2010 | 11 maggio 2015 | Roberto Vallet   | lista civica     | Sindaco | [ 12 ] |
| 11 maggio 2015 | in carica      | Massimo Pépellin | lista civica     | Sindaco | [ 12 ] |

### Gemellaggi
- La Turbie

## Sport

### Arrampicata sportiva

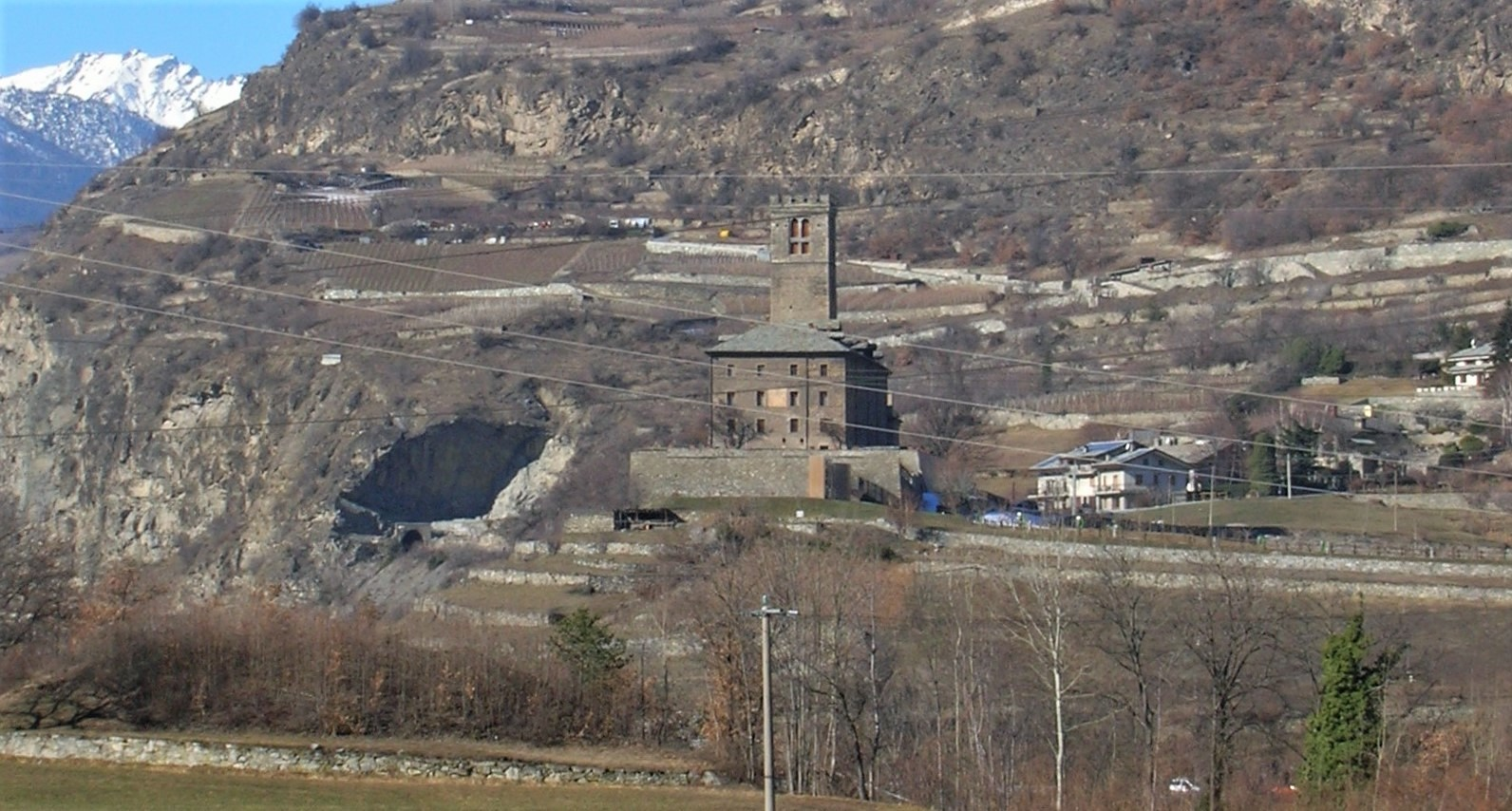
Il "Tetto di Sarre", a sinistra del castello nella foto.

Poco oltre il castello di Sarre, sopra un tunnel ferroviario, si trova il "Tetto di Sarre", una lavagna di roccia strapiombante a 45° sulla quale Alberto Gnerro ha creato con prese scavate e salito in rotpunkt alcune delle vie più difficili d'Italia, come L'avaro (8c+/9a) e il primo (o secondo, dopo Underground a Massone) 9a italiano, Ground Zero.

### Sport tradizionali
In questo comune si gioca sia a fiolet che a rebatta, caratteristici sport tradizionali valdostani.

### Calcio
La società calcistica locale è l'A.S.D. Real Sarre, militante nel campionato di Prima categoria. I colori sociali sono il bianco e l'azzurro. Disputa le sue partite sul campo sportivo comunale di Agnesod che ha una capienza di 2000 posti.